# Pictichromis diadema
Cá bống hai màu (Danh pháp khoa học: Pictichromis diadema) là một loài cá bống trong họ Pseudochromidae. Đây là loài cá được nuôi để làm cảnh.

## Đặc điểm
Cá bống hai màu là một loài cá cảnh biển nhỏ nhưng có màu rất rực rỡ. Nửa trên thân cá có màu tím còn nửa dưới lại có màu vàng sáng. Tế bào sắc tố tạo ra dải màu tím trên lưng với một tế bào sắc tố bất thường và các sắc tố lưỡng sắc không điển hình, được đặt tên là erythro-iridophore và đã được mô tả trong loài cá này. 

## Tập tính
Loài cá này cần bể với thể tích tối thiểu 100l. Tuy bé nhưng loài cá này lại thuộc dạng "bé hạt tiêu" và không sợ các loài cá khác. Chúng luôn bảo vệ lãnh thổ và không ngại giao chiến với các loài cá khác lơn gấp 2-3 lần kích thước của chúng. Đặc biệt hơn, loài này ăn các loại sâu hại dưới kẽ đá và là một sự bổ sung thú vị cho nhiều loại bể cá khác nhau.